# Жукова, Наталья Александровна
Наталья Александровна Жукова (род. 5 мая 1979, Дрезден) — украинская шахматистка, гроссмейстер (2010), вице-чемпионка мира по блицу (2012). В составе женской сборной Украины победительница шахматной олимпиады (2006), победительница командного чемпионата мира в Астане (2013), и победительница командного чемпионата Европы в Варшаве (2013). Двукратная чемпионка Европы по шахматам (2000, 2015). Заслуженный мастер спорта Украины.

## Биография
Родилась в семье советского военного в Дрездене, детство провела в Каховке.
В 1994 году Жукова в Сомбатхее победила на чемпионате Европы до 14 лет, в следующем году повторила успех на чемпионате Европы до 16 лет в Бэиле-Херкулане и завоевала звание чемпионки мира до 16 лет в Сегеде. На чемпионате Украины среди женщин в 1996 году Жукова разделила первое место. В 1998 победила на турнирах в Белграде и Гронингене. На 1-м чемпионате Европы среди женщин в Батуми (2000) обыграла в финале Е. Ковалевскую со счётом 2½ : 1½ и стала чемпионкой Европы. В 2003 выиграла турнир среди женщин в Краснотурьинске. В мае 2015 года Жукова второй раз в карьере выиграла индивидуальный чемпионат Европы, который проходил в грузинском городе Чакви. Набрав 9½ очков из 11 возможных (+9-1=1), на ½ очка опередила «хозяйку» турнира Нино Бациашвили и на 1½ очка россиянку Алину Кашлинскую.
С 1996 года выступает в составе женской сборной Украины.
В 1995 получила звание международного мастера среди женщин (WIM), в 1997 гроссмейстера среди женщин (WGM) и в 2010 гроссмейстера.
Кандидат в народные депутаты от партии «Движение новых сил» на парламентских выборах 2019 года, № 6 в списке. Спортсмен-инструктор штатной сборной команды Украины по шахматам государственного учреждения "Управление сборных команд и обеспечения спортивных мероприятий «Укрспортобеспечение». Беспартийная.

## Семья
Была замужем за российским шахматистом Александром Грищуком. В 2007 году в семье родилась дочь.
| Графики недоступны из-за технических проблем. См. информацию на Фабрикаторе и на mediawiki.org. |